# First Division (Malta) 1919/20
Die First Division 1919/20 war die neunte Spielzeit in der Geschichte der höchsten maltesischen Fußballliga. Meister wurden erstmals die Sliema Wanderers.

## Modus
Die Saison wurde in einer einfachen Runde ausgetragen. Für einen Sieg gab es zwei Punkte, für ein Unentschieden einen und für eine Niederlage keinen Punkt. Bei Punktgleichheit wurde um die Meisterschaft ein Entscheidungsspiel ausgetragen.

## Abschlusstabelle
| Pl. | Verein               | Sp. | S | U | N | Tore    | Quote | Punkte |
| --- | -------------------- | --- | - | - | - | ------- | ----- | ------ |
| 1.  | Sliema Wanderers     | 5   | 3 | 2 | 0 | 010:200 | 5,00  | 08:20  |
| 2.  | Ħamrun Spartans      | 5   | 3 | 1 | 1 | 010:500 | 2,00  | 07:30  |
| 3.  | Valletta United (N)  | 5   | 2 | 2 | 1 | 009:300 | 3,00  | 06:40  |
| 4.  | Cottonera United (N) | 5   | 1 | 3 | 1 | 005:800 | 0,63  | 05:50  |
| 5.  | Marsa United (N)     | 5   | 1 | 1 | 3 | 004:500 | 0,80  | 03:70  |
| 6.  | Paolo United (N)     | 5   | 0 | 1 | 4 | 004:190 | 0,21  | 01:90  |

Platzierungskriterien: 1. Punkte – 2. Torquotient
| Zum Saisonende 1919/20:                        |                                                                              |
| Maltesischer Meister 1919/20: Sliema Wanderers |                                                                              |
|                                                |                                                                              |
| Zum Saisonende 1918/19:                        |                                                                              |
| (M)                                            | Amtierender Meister: King’s Own Malta Regiment                               |
| (N)                                            | Neuaufsteiger: Valletta United, Cottonera United, Marsa United, Paolo United |

## Kreuztabelle
| 1919/20          | Sliema Wanderers | ĦAM | VUN | COT | MAR | PAO |
| ---------------- | ---------------- | --- | --- | --- | --- | --- |
| Sliema Wanderers |                  | 3:0 | 2:1 | 1:1 | 0:0 | 4:0 |
| Ħamrun Spartans  | –                |     | 1:1 | 4:0 | 3:0 | 2:1 |
| Valletta United  | –                | –   |     | 0:0 | 1:0 | 6:0 |
| Cottonera United | –                | –   | –   |     | 1:0 | 3:3 |
| Marsa United     | –                | –   | –   | –   |     | 4:0 |
| Paolo United     | –                | –   | –   | –   | –   |     |